# Торре-де-Вілела
Торре-де-Вілела (порт. Torre de Vilela; МФА: [ˈto.ʁɨ dɨ vi.ˈɫe.ɫɐ]) — парафія в Португалії, у муніципалітеті Коїмбра. Розташована в західній частині країни, на теренах історичної португальської провінції Бейра. Входить до складу округу Коїмбра. За адміністративним поділом, чинним до 1976 року, терени парафії були складовою провінції Берегова Бейра. Належить до Коїмбрської діоцезії Католицької церкви. Патрон — Мартин Турський. Площа — 3,3318 км². Населення — 1242 ос. (2011). Сильно урбанізований регіон. Густота населення — 372,77 осіб/км²
. Код — 060328.

## Населення
| Кількість мешканців | Кількість мешканців | Кількість мешканців | Кількість мешканців | Кількість мешканців | Кількість мешканців | Кількість мешканців | Кількість мешканців | Кількість мешканців | Кількість мешканців | Кількість мешканців | Кількість мешканців | Кількість мешканців | Кількість мешканців | Кількість мешканців |
| ------------------- | ------------------- | ------------------- | ------------------- | ------------------- | ------------------- | ------------------- | ------------------- | ------------------- | ------------------- | ------------------- | ------------------- | ------------------- | ------------------- | ------------------- |
| 1864                | 1878                | 1890                | 1900                | 1911                | 1920                | 1930                | 1940                | 1950                | 1960                | 1970                | 1981                | 1991                | 2001                | 2011                |
|                     |                     | 356                 | 282                 | 350                 | 374                 | 440                 | 478                 | 505                 | 579                 | 687                 | 906                 | 1 085               | 1 146               | 1 242               |